# Van Rompuy (familie)
De familie Van Rompuy is een Belgische financiersfamilie.

## Historiek
In 1956 was Karel Van Rompuy betrokken bij de oprichting van de Belgische bank Argenta. Via de familiale holding Investar beheert de familie 87% van de aandelen van deze bank. In augustus 2008 deed Karel Van Rompuy een stap terug en droeg hij de voorzittersstoel van Argenta over aan huisadvocaat Jan Cerfontaine, vijf jaar later (19 mei 2013) overleed hij op 83-jarige leeftijd. Zijn zonen Dirk en Bart Van Rompuy bezitten elks de helft van de Investar-participatie. In december 2017 kondigde Dirk Van Rompuy zijn ontslag aan als bestuurder van Argenta.
Tevens participeerde de familie via deze holding in 2001 in de oprichting van de Vlaamse Media Groep, uitgever van het rechts-conservatieve weekblad Punt.